# Ammopelmatus muwu
Ammopelmatus muwu е вид насекомо от семейство Stenopelmatidae. Видът е световно застрашен, със статут Уязвим.

## Разпространение
Разпространен е в САЩ.